# ويليام رايس
ويليام رايس هو مجدف كندي، (ولد في الولايات المتحدة 1881 – 1941 م).

## وصلات خارجية
- ويليام رايس على موقع الاتحاد الدولي للتجديف (الإنجليزية)
- ويليام رايس على موقع أوليمبيديا (الإنجليزية)